# Мілковиці-Мацькі
Мілковиці-Мацькі (пол. Miłkowice-Maćki) — село в Польщі, у гміні Дорогичин Сім'ятицького повіту Підляського воєводства.
Населення — 177 осіб (2011).
У 1975-1998 роках село належало до Білостоцького воєводства.

## Демографія
Демографічна структура станом на 31 березня 2011 року:
|          | Загалом | Допрацездатний вік | Працездатний вік | Постпрацездатний вік |
| -------- | ------- | ------------------ | ---------------- | -------------------- |
| Чоловіки | 97      | 22                 | 58               | 17                   |
| Жінки    | 80      | 19                 | 42               | 19                   |
| Разом    | 177     | 41                 | 100              | 36                   |